# Минц, Беатрис
Беатрис Минц (Beatrice Mintz; 24 января 1921, Бруклин, Нью-Йорк — 3 января 2022) — американский эмбриолог и биолог развития. Доктор философии (1946), профессор Fox Chase Cancer Center, член НАН США (1973) и Американского философского общества (1982).
Окончила Хантерский колледж (бакалавр биологии, 1941). В 1942 году поступила в Айовский университет и в 1944 году получила степень магистра, а в 1946 году — степень доктора философии, обе — по зоологии. Работала там же, а в 1946 году поступила инструктором на кафедру биологических наук в Чикагский университет.
Преподавала биологию в последнем (1946—1960, ассоциированный профессор с 1955 года) и медицинскую генетику в Пенсильванском университете (1965-75). С 1960 года — в Fox Chase Cancer Center, с 1965 года — старший фелло; профессор.
Член Американской академии искусств и наук (1982) и Папской академии наук (1986), Академии Американской ассоциации исследований рака (2013), Американской ассоциации содействия развитию науки (1976). Почётный член American Gynecological and Obstetrical Society (1980).
Автор более 170 научных публикаций.
Скончалась 3 января 2022 года.

## Награды и отличия
- Bertner Foundation Award in Fundamental Cancer Research (1977)
- New York Academy of Sciences Award in Biological and Medical Sciences (1979)
- Papanicolaou Award for Scientific Achievement (1979)
- Премия Розенстила, Брандейский университет (1979)
- Genetics Society of America Medal[англ.] (1981, первый удостоенный)
- Amory Prize[нем.] Американской академии искусств и наук (1988)
- Ernst Jung Gold Medal for Medicine[англ.] (1990, первый удостоенный)
- Outstanding Women in Science, New York Academy of Sciences (1993)
- John Scott Award for Scientific Achievement, Board of City Trusts, Philadelphia, PA (1994)
- March of Dimes Prize in Developmental Biology (1996, первый удостоенный)
- American Cancer Society National Medal of Honor for Basic Research (1997)
- Pearl Meister Greengard Prize[англ.] (2007)
- Szent-Györgyi Prize for Progress in Cancer Research[англ.] (2011)[8]
- AACR Award for Lifetime Achievement in Cancer Research[нем.] (2012)[9]